# Кузьменко Олександр Федорович
Олекса́ндр Фе́дорович Кузьме́нко (16 жовтня 1947, Нікополь — 13 вересня 2023, Львів) — радянський та український актор театру і кіно, артист драми Національного академічного українського драматичного театру імені Марії Заньковецької. Народний артист України (2016).

## Життєпис
Народився 16 жовтня 1947 року в місті Нікополі Дніпропетровської області.
1973 — закінчив драматичну студію при Київському українському драматичному театрі ім. Івана Франка (викладачі Михайло Задніпровський, Поліна Нятко, Петро Сергієнко).
З 1973 — актор Львівського ТЮГу. Також з 1978 року знімається в кіно.
З 1994 — артист драми Національного академічного українського драматичного театру імені Марії Заньковецької.
2016 року удостоєний звання народного артиста України.

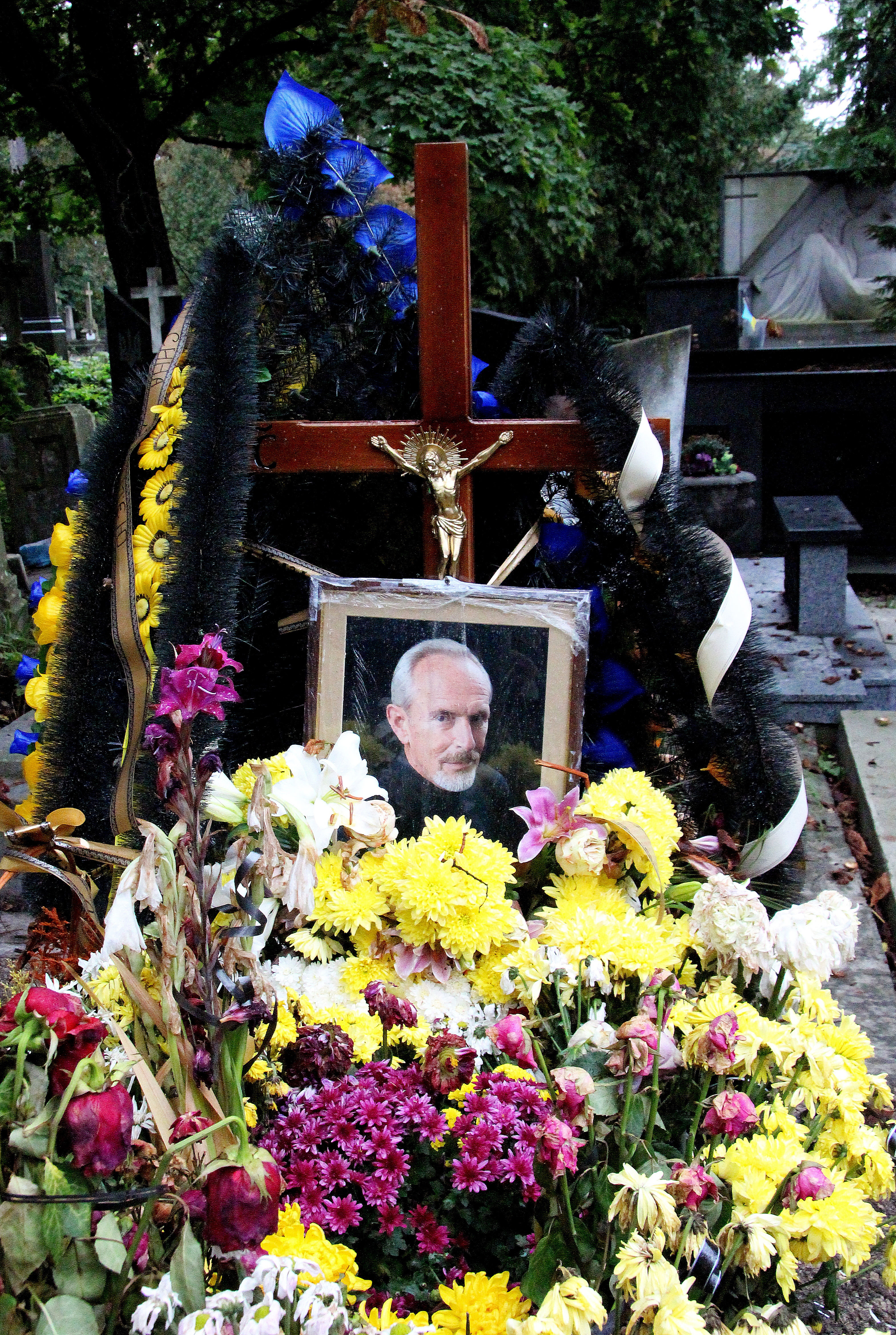
Могила народного артиста України Олександра Кузьменка на 69 полі Личаківського цвинтаря

Помер у Львові 13 вересня 2023 року, не доживши місяця до свого 76-го дня народження. Похований на 69 полі Личаківського цвинтаря.

## Театральні ролі
- Андронаті («У неділю рано зілля копала» за О. Кобилянською)
- Анучкін («Одруження» М. Гоголя)
- Вождь Бромден («Політ над гніздом зозулі» К. Кізі)
- Гассо («Три товариша» Е.-М. Ремарка)
- Гнат («Назар Стодоля» Т. Шевченка)
- Каяфа («Ісус, Син Бога живого» В. Босовича)
- Клавдій, Петруччіо («Гамлет», «Приборкання норовливої» В. Шекспіра)
- Лис («Маленький принц» за А. де Сент-Екзюпері)
- Медвідь («Сава Чалий» І. Карпенка-Карого)
- Міссершман («Запрошення у замок» Ж. Ануя)
- Філіп Шаве («Сни Сімони Машар» Б. Брехта)
- Ярослав Осмомисл («Отчий світильник» Р. Федоріва)

## Фільмографія
- 1978 — Олександр Гаврилюк («Осінь що миліша від весни», режисер Є. Бондаренко)
- 1979 — Куп'як («Яблунівські шляхи», режисер Є. Бондаренко)
- 1981 — Портьє («Нехай він виступить…», режисер О. Бійма)
- 1985 — Мошкоч («Легенда про безсмертя», режисер Б. Савченко)
- 1989 — Помічник кардинала («Овід», режисер М. Мащенко)
- 1990 — Німецький полковник («Війна на західному напрямку», режисер Т. Левчук)
- 1992 — епізод «Для домашнього огнища»)
- 1993 — Лакей Броніслав («Злочин з багатьма невідомими», режисер О. Бійма)
- 1994 — Журналіст Вітович («Час збирати каміння»)
- 1995 — Дмитро Карамазов («Вальдшнепи», режисер О. Муратов)
- 2006 — Канцлер Панін («Таємниця Маестро», режисер М. Федюк)
- 2006 — «Біля річки», реж. Єва Нейман)
- 2008 — Генерал НКВС («Владика Андрей», режисер О. Янчук)
- 2018 — Мирча («Король Данило»)